# Reeva Steenkamp
Reeva Rebecca Steenkamp  (Cidade do Cabo, 19 de agosto de 1983 – 14 de fevereiro de 2013) foi uma modelo sul-africana.

## Biografia
Reeva nasceu e cresceu no subúrbio da Cidade do Cabo. Ela mudou-se junto com os pais, Barry e June, para Porto Elizabeth ainda na infância. Ela estudou na St Dominic's Priory School e, mais tarde, cursou direito na Universidade Metropolitana Nelson Mandela (NMMU), onde graduou-se em 2005.

### Morte
A modelo foi encontrada morta na manhã do dia 14 de fevereiro de 2013. Ela namorava havia cerca de um meio ano com o atleta paralímpico Oscar Pistorius, que foi o único acusado do crime. Pistorius afirmou ter confundido a namorada com um ladrão. Este foi detido, por suspeita de matar a sua namorada, Reeva Steenkamp com quatro tiros. 
Em 12 de setembro de 2014, Oscar Pistorius foi considerado culpado de homicídio negligente/culposo pela morte da namorada. O atleta sul-africano incorre numa pena de prisão que pode chegar aos 15 anos.
Em 21 de outubro de 2014, Pistorius foi condenado a 5 anos de prisão pelo assassinato. A sentença foi dada pela juíza Thokozile Masipa, em um tribunal da cidade de Pretória, África do Sul.
O Supremo anulou a sentença da primeira instância ao considerar que houve intenção de matar, sabendo ou não quem estava do outro lado da porta da casa de banho, e declarou o atleta culpado de homicídio voluntário.
Pistorius foi condenado a seis anos de prisão, em 6 de julho de 2016. No dia 24 de novembro de 2017 a justiça sul-africana acatou recurso da promotoria, aumentando a pena para 13 anos e 5 meses, com possibilidade de ser libertado em 2023, o que aconteceu a 5 de janeiro de 2024.

## Carreira
Após a universidade Reeva trabalhou como técnica jurídica e modelo. Ela se aplicou aos estudos e esperava estar qualificada para advogar aos 30 anos.
Como modelo, Reeva foi o primeiro rosto dos cosméticos Avon no seu país, o que a tornou muito familiar para os seus compatriotas. Foi também capa da revista masculina FHM, e foi eleita pela mesma revista 40ª mulher mais sexy do mundo. Ela interpretou pequenos papéis na televisão sul-africana e se preparava para ser apresentadora de TV.